# Avenue des Pinsons
L'avenue des Pinsons (en néerlandais : Vinkenlaan) est une avenue bruxelloise de la commune de Woluwe-Saint-Pierre qui va du square Eddy Merckx à l'avenue des Passereaux sur une longueur totale de 100 mètres.